# زنغاروييه (مقاطعة فارياب)
زنغاروييه (بالفارسية: زنگاروییه) هي قرية تقع في البلدة المركزية في إيران. يقدر عدد سكانها بـ 47 نسمة بحسب إحصاء 2016.